# Darcey Bussell
Dama Darcey Andrea Bussell (nata Marnie Mercedes Darcey Pemberton Crittle; Londra, 27 aprile 1969) è un'ex ballerina e personaggio televisivo britannica.
È stata Prima ballerina del Royal Ballet di Londra, di cui adesso fa parte come rèpètiteur.

## Biografia
È nata a Londra dall'imprenditore australiano John Crittle e da sua moglie, l'inglese Andrea Williams. La coppia ha divorziato quando lei aveva solo 3 anni. Darcey è stata poi adottata dal nuovo marito della madre, il dentista australiano Philip Bussell. La famiglia ha trascorso un po' 'di tempo in Australia, prima di tornare a Londra.
Si è formata presso la Arts Educational School e la Royal Ballet School. Darcey ha iniziato la sua carriera professionale al Sadlers Wells Royal Ballet, ma dopo solo un anno si è trasferita al Royal Ballet, dove è diventata prima ballerina all'età di 20 anni nel 1989. Viene ampiamente acclamata come una delle più grandi ballerine britanniche. La Bussell è rimasta con il Royal Ballet per tutta la sua carriera, durata più di due decenni, ma si è esibita anche come artista ospite con molte compagnie di spicco tra cui NYCB, Balletto del Teatro alla Scala, Kirov Ballet, Hamburg Ballet e Australian Ballet. Si è ritirata nel 2007. Darcy ha svolto poi nuove carriere artistiche, inoltre supporta numerose organizzazioni benefiche e istituti di danza britannici e internazionali.

## Carriera

### Balletto

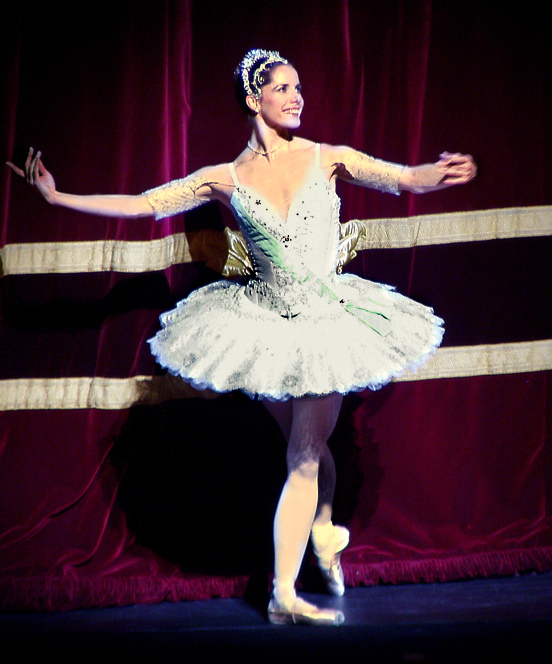
Darcey Bussell dopo la performance di Theme and Variations, 2007

Darcey Bussell ha studiato "tutte le forme di stagecraft" presso la Arts Educational School, prima di unirsi alla Royal Ballet Lower School, con sede a White Lodge, Richmond Park, all'età di 13 anni.  A 16 anni ha frequentato la Royal Ballet Upper School di Baron's Court, prima di unirsi al Sadler's Wells Royal Ballet nel 1987. Mentre studiava alla Royal Ballet School, è apparsa in una serie di produzioni scolastiche, tra cui spettacoli al Royal Opera House.
Mentre Darcey Bussell era ancora a scuola, il coreografo Kenneth MacMillan aveva notato la sua tecnica eccezionale, e nel 1988 decise di usarla per creare il ruolo principale nel suo balletto Il Principe delle Pagode nella musica di Benjamin Britten, che la portò a trasferirsi al Royal Ballet. Un anno dopo, nel dicembre 1989, nella serata di apertura dello spettacolo, fu promossa Prima Ballerina a soli 20 anni.
Si è esibita più volte in tutti i principali ruoli classici durante la sua carriera, tra cui Masha in Winter Dreams e Princess Rose in The Prince of the Pagodas, entrambi coreografati da MacMillan, così come Princess Princess in The Sleeping Beauty, Odette / Odile in Swan Lake, Nikiya e Gamzatti in La Bayadère, Sugar Plum Fairy in Lo schiaccianoci, Manon in L'histoire de Manon e Giselle nell'omonimo balletto.
In totale, ha interpretato più di 80 ruoli diversi e 17 ruoli sono stati creati per lei. Solo in La bella addormentata è stata Aurora in quattro diverse produzioni, una delle quali è stata la produzione di Sir Anthony Dowell che ha aperto a Washington di fronte al presidente Clinton. Ha fatto diverse apparizioni come ospite con il New York City Ballet, a partire dal giugno 1993, con un'esibizione del pas de deux di Agon.
Darcey Bussell è stata anche ospite al Balletto Della Scala, al Kirov Ballet, al Paris Opera Ballet, all'Hamburg Ballet e all' Australian Ballet. Ha ballato la première di Sylvia di Léo Delibes coreografata da Sir Frederick Ashton al Royal Opera House, a Covent Garden il 4 novembre 2004.

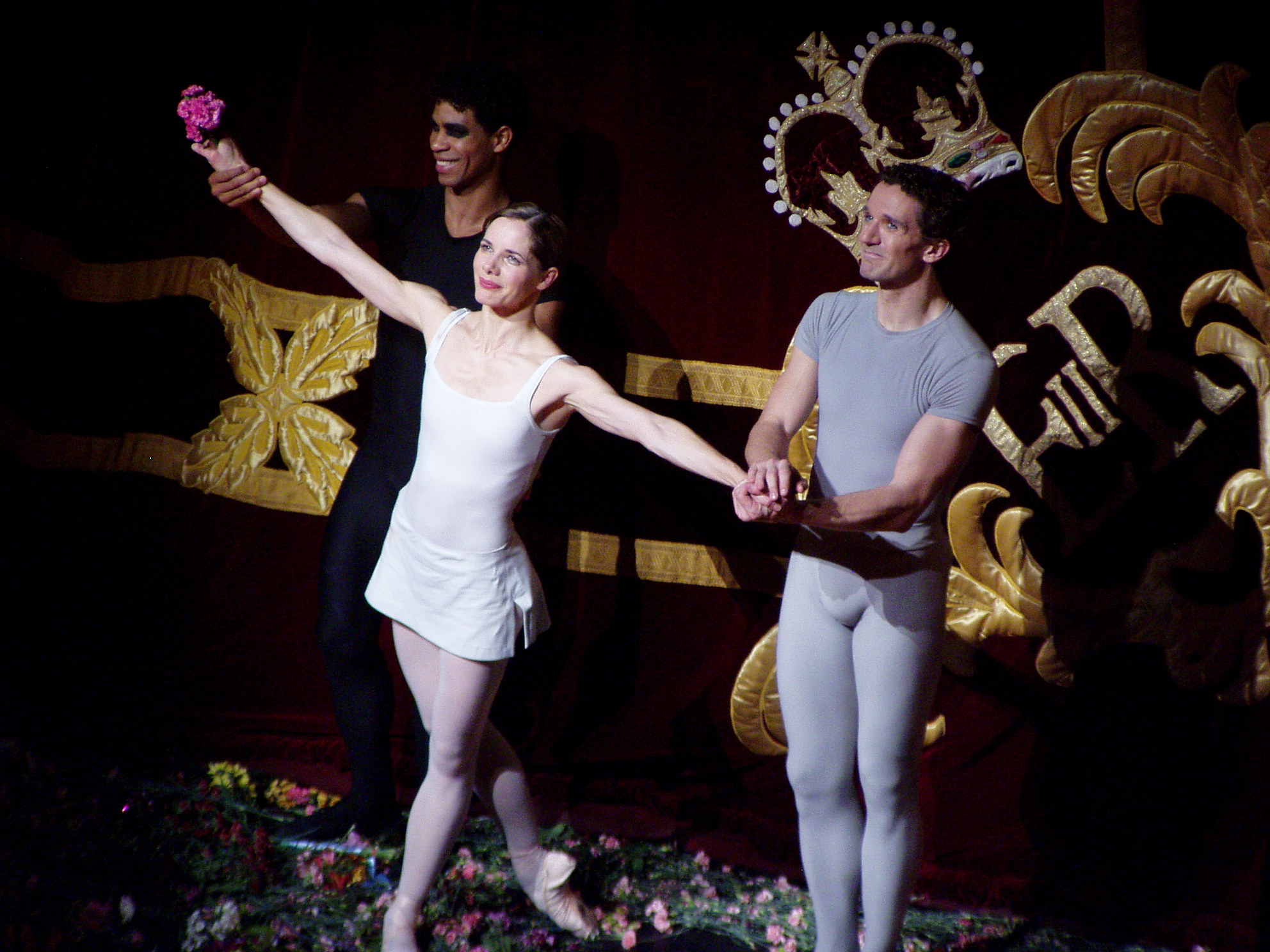
Darcey Bussell, il giorno del suo ritiro dal Royal Ballet come Prima ballerina

Nel 2006, ha annunciato il suo ritiro come ballerina principale al Royal Ballet, anche se è rimasta con la compagnia come ospite artista principale.
Si è ritirata dal balletto l'8 giugno 2007 con un'esibizione di Song of the Earth di MacMillan (musica Gustav Mahler: Das Lied von der Erde) eseguita alla Royal Opera House di Londra e trasmessa in diretta su BBC Two.
Nel 2012 Darcey Bussell ha partecipato alla cerimonia di chiusura delle Olimpiadi estive del 2012, guidando una troupe di 200 ballerine e 4 ballerini maschi del Royal Ballet. Lo spettacolo era noto come "lo Spirito della Fiamma" e ha preceduto la sospensione ufficiale della fiamma olimpica.
Nel 2016 ha lanciato un marchio di fitness dance chiamato DDMIX (Diverse dance mix). In collaborazione con il coreografo e ballerino Nathan Clarke, DDMIX è progettato per essere un nuovo modo divertente di esercitarsi e sperimentare diversi stili di danza da tutto il mondo senza diventare troppo tecnico su uno stile specifico. Presenta aspetti di danza di vari stili tra cui: irlandese, tango, valzer, jive, bollywood, discoteca, flamenco, salsa e colpi di scena degli anni '60, tra gli altri. Le lezioni prevedono anche un riscaldamento a tema di balletto e ogni ballo dura circa 2,5 minuti con musica personalizzata per ogni ballo. DDMIX per le scuole è un'impresa sociale.

### Campagne pubblicitarie
Darcey Bussell ha pubblicizzato abiti per Mulberry, Bruce Oldfield e Marks & Spencer. È stata anche fotografata per Tatler, Vogue e Vanity Fair. È stata notoriamente fotografata con un diamante in bocca in una promozione per De Beers. La Bussell ha fatto da testimonial per la prima collezione di gioielli in assoluto nell'ambito del World Gold Council. Ha posato per American Express ed è apparsa in uno spot televisivo per Lloyds Bank. Dal 2009 al 2013, è stata il volto di The Sanctuary Spa. Nel 2014 è stata ambasciatrice dei prodotti per capelli Silvikrin (Wella / Procter & Gamble).

### Carriera letteraria

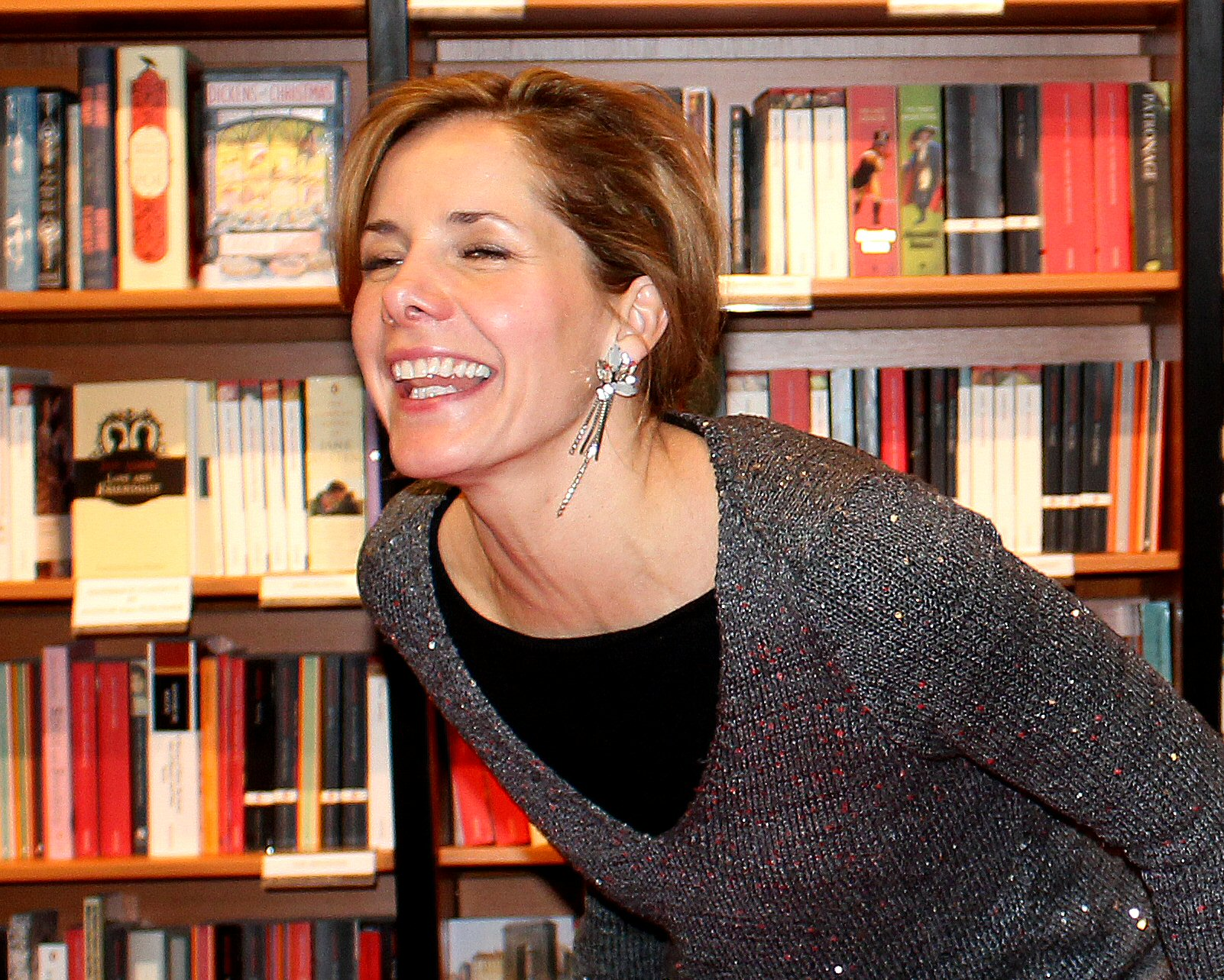
Darcey Bussell nel 2012

Nell'ottobre 2008 HarperCollins Children's Books ha pubblicato sei libri brevi in una nuova serie per bambini chiamata Magic Ballerina. Bussell aveva iniziato l'idea e la trama, e i libri sono stati scritti usando una serie di scrittori fantasma. Presentano una ragazza di nome Delphie che si unisce a una scuola di ballo e scopre che le sue scarpe sono magiche. Nel giro di tre anni sono state pubblicate almeno 23 storie di Magic Ballerina, tutte con ragazze che possiedono delle magiche ballerine rosse scintillanti. è stato pubblicato in oltre 10 territori Le vendite hanno superato 1,4 milioni di copie. Almeno i primi due sono stati illustrati da Katie May.
Ha co-scritto The Young Dancer con la Royal Ballet School e ha scritto un'introduzione al libro The Illustrated Book of Ballet di Barbara Newman, che mette in mostra cinque dei balletti in cui ha recitato. Nel 2012 è stato pubblicato un libro illustrato autobiografico della sua carriera di balletto, intitolato Darcey Bussell.

### Carriera televisiva
Un documentario di South Bank Show su Darceyl e la sua collega Viviana Durante è stato trasmesso nell'ottobre 1992.
Nel 1994 Darcey ha interpretato il ruolo di Olga Khokhlova Yo Picasso. Darcey ha recitato se stessa nella famosa commedia della BBC1 The Vicar of Dibley nel 1998.
Nel 2004 è stata oggetto di un documentario intitolato Britain's Ballerina. Bussell si è poi unita a Katherine Jenkins per mettere in scena una produzione di canzoni e danze intitolata Viva la Diva, per rendere omaggio alle star che la ispirarono tra cui Madonna e Judy Garland. Bussell e Jenkins hanno eseguito un segmento di Viva la Diva al 79 ° spettacolo Royal Variety che è stato trasmesso in televisione il 9 dicembre 2007.
Darcey Bussell è entrata a far parte della giuria della BBC Strictly Come Dancing come quinto giudice nelle fasi finali della serie del 2009. Nella semifinale della competizione ha ballato una jive con la ballerina professionista Ian Waite.
Quando Bussell è apparsa come ospite l'episodio dell'8 aprile 2010 di The ONE Show su BBC One, ha aiutato i maghi gemelli identici, The Twins con un'illusione chiamata Clearly Impossible, in cui è stata vista tagliata in due dentro una scatola trasparente.
Nel dicembre 2011 la Bussell ha collaborato con il coreografo Kim Gavin per realizzare Darcey balla Hollywood, un documentario televisivo della BBC Two in cui ha ricreato alcune delle famose routine di danza di Hollywood, tra cui alcune di Gene Kelly e Fred Astaire e Ginger Rogers, da film come Singin 'In The Rain and Top Hat ("Cheek to Cheek").
Nel 2012 la Bussell è tornata alla giuria di Strictly Come Dancing per la serie 2012 come giudice permanente e sostituto di Alesha Dixon. All'inizio della sua prima apparizione in tal ruolo, ha recitato in un film American Smooth, di nuovo in coppia con Ian Waite.
Il 12 agosto 2012 si è esibita alla cerimonia di chiusura delle Olimpiadi estive del 2012, scendendo dal tetto dello stadio olimpico come lo "Spirito della fiamma" e guidando una troupe di 200 ballerine.
Nel dicembre 2013 ha presentato un documentario della BBC Two intitolato Darcey's Ballet Heroines. Nel dicembre 2014 ha presentato un documentario della BBC One su Audrey Hepburn, intitolato Darcey Bussell: Looking for Audrey. Nel maggio 2015, la Bussell è stato co-presentatrice ed esperta di danza per la Grand Final del concorso inaugurale della BBC Young Dancer, trasmesso in diretta su BBC Two.
Nel dicembre 2015 ha presentato un documentario di un'ora sulla BBC Two, Darcey's Ballet Heroes, incentrato su Vaslav Nijinsky, Rudolf Nureyev e altri ballerini professionisti di sesso maschile. Nel dicembre 2016, ha presentato un documentario della BBC One su Margot Fonteyn, intitolato Darcey Bussell: Alla ricerca di Margot. Nel dicembre 2017, ha presentato un documentario della BBC One su Fred Astaire, intitolato Darcey Bussell: Looking for Fred.
Il 10 aprile 2019 ha annunciato di aver deciso di dimettersi da giudice di Strictly Come Dancing, dicendo: "È stato un privilegio completo per me far parte di Strictly, lavorare con un team così talentuoso. Mi sono goduta ogni minuto del mio tempo e mi mancheranno tutti dai miei colleghi giudici, i presentatori, i ballerini, i musicisti , l'intera squadra del back stage, e in particolare i telespettatori dello spettacolo, che sono stati di grande aiuto ".

## Premi
Nel 2006 ha vinto la medaglia d'oro dal John F. Kennedy Center for the Performing Arts.  Riceve il premio Carl Alan per i contributi alla danza.
Nel dicembre 1990 è stata eletta Ballerina dell'Anno dai lettori della rivista Dance and Dancers. Nel febbraio 1991 le è stato conferito il Premio Variety Club della Gran Bretagna Sir James Garreras per il più promettente nuovo arrivato del 1990 e una settimana più tardi con il London Evening Standard Ballet Award per il 1990. Nell'aprile 1991 è stata selezionata come vincitrice congiunta del Cosmopolitan Achievement Award nella categoria Performing Arts.
Il 18 luglio 2009 la Bussell ha ricevuto un dottorato onorario dall'Università di Oxford. Durante la cerimonia l'oratore pubblico dell'università ha notato che "aggiunge alla padronanza tecnica, al fascino e all'immaginazione, in modo tale che sembra rivelare la grazia della sua personalità e la grazia del movimento ... Inoltre, vuole che coloro che forse sono messi fuori dai grandi portali della Royal Opera House si godano i piaceri che offre il balletto. "
Nel 2017 ha ricevuto un dottorato onorario dal Royal Conservatoire di Glasgow, in Scozia.
Nel giugno 2018 Bussell ha ricevuto una Fellowship onoraria dalla Arts University Bournemouth insieme alla costumista Jenny Beavan OBE, alla graphic designer Margaret Calvert OBE e al regista e sceneggiatore Edgar Wright.  La danzatrice, che in precedenza aveva visitato l'università come docente ospite, ha dichiarato: "Sono molto onorata. AUB è moderno e all'avanguardia, quindi i suoi laureati si alimentano con successo direttamente nelle industrie creative di questo paese".

## Vita privata
Nel 1997 la Bussell ha sposato l'uomo d'affari australiano Angus Forbes a Cherwell, nell'Oxfordshire. Originariamente vivevano a Kensington, dove sono nate le loro due figlie nel 2001 e nel 2004.  Nel 2008 la coppia si è trasferita a Sydney, in Australia, per poi tornare a Londra nel luglio 2012.

## Onorificenze
Darcey  è stata nominata Ufficiale dell'Ordine dell'Impero Britannico (OBE) negli onori di Capodanno del 1995 per i servizi di balletto, Commendatore dell'Ordine dell'Impero Britannico (CBE) negli onori del compleanno del 2006 e Dama Commendatore dell'Ordine degli British Empire (DBE) negli onori di Capodanno del 2018 per i servizi di danza.
In specifico il DBE, "The Most Excellent Order of the British Empire",è un ordine cavalleresco britannico, che premia contributi alle arti e alle scienze, lavora con organizzazioni di beneficenza e di welfare e un servizio pubblico al di fuori del servizio civile.
Nel 2019, Megabus ha nominato una delle loro nuove flotte di autobus 'Darcey Bussell'. Nel 2006, al Chelsea Flower Show, David Austin Roses lanciò una nuova rosa cremisi chiamata "Darcey Bussell".

## Patronaggio
Dal 2012 Bussell è presidente della Royal Academy of Dance ed è anche patrona dell'International Dance Teachers Association, Re: Bourne, London's Children's Ballet, Cecchetti UK, Cecchetti Australia, Dance Proms e New English Ballet Theatre. Bussell è presidente della campagna della raccolta fondi del Royal Ballet di Birmingham dal 2012. È ambasciatrice del programma di donazione della New Zealand School of Dance ed è nel consiglio della Margot Fonteyn Foundation. È la patrona internazionale della Sydney Dance Company e una mecenate della Du Boisson Foundation.
Darcey Bussell è  madrina di MS Azura, una nave da crociera di 115 000 tonnellate della flotta di P&O Crociere. Quando la nave fu ufficialmente varata nell'aprile 2010, la Bussell eseguì la tradizionale cerimonia di rottura di una bottiglia di champagne per nominare la nave. Ha anche organizzato una performance di danza con studenti della Royal Ballet School.
È una mecenate delle organizzazioni benefiche mediche Borne, Sight for All e della Henry Spink Foundation.